# Adventure (film)
Adventure è un film muto del 1925 diretto da Victor Fleming.
Fu l'esordio cinematografico di Duke Kahanamoku,  vincitore della medaglia d'oro alle Olimpiadi di Stoccolma e a quelle di Anversa del 1920, nel ruolo di Noah Noa.

## Trama
Nelle Isole Salomone, le febbri mietono molte vittime tra i lavoratori di una piantagione. Pure David Sheldon, il proprietario, si ammala. Deve anche difendersi dall'attacco degli indigeni guidati da Googomy. Riesce a salvarsi solo grazie all'aiuto che gli porta l'equipaggio di Joan Lackland, una donna giunta sull'isola a bordo di una goletta. Guarito dalla malattia, Sheldon si associa a Joan; insieme, lotteranno contro gli usurai che vogliono mettere le mani sopra la piantagione e che sobillano i nativi contro il piantatore.

## Produzione
Il film fu prodotto dalla Famous Players-Lasky Corporation con Howard Hawks come direttore di produzione non accreditato.

## Distribuzione
Distribuito dalla Paramount Pictures, il film - presentato da Jesse L. Lasky e Adolph Zukor - uscì nelle sale cinematografiche USA il 27 aprile dopo esser stato presentato in prima a New York il 14 aprile 1925.